# Isaline Crivelli
Isaline Leopolda Maria Massazza, in Crivelli (Credera, 4 gennaio 1903 – Samedan, 30 maggio 1988), è stata una sciatrice alpina, golfista e pittrice italiana.

## Biografia
Nata nel 1903 a Credera, in provincia di Cremona, dal 1928 parte del comune di Credera Rubbiano, era cognata del politico, dirigente sportivo e giornalista Lando Ferretti e moglie del bobbista Giuseppe Crivelli.
A 32 anni partecipò ai Giochi olimpici di Garmisch-Partenkirchen 1936, una delle cinque donne della spedizione, le prime a partecipare ad un'Olimpiade invernale, nella gara di combinata alpina, chiudendo la discesa libera al 27º posto, in 7'24"4, con 68.5 punti, ma non terminando lo slalom.
Fu anche campionessa italiana di discesa libera a Tarvisio nel 1933.
Oltre allo sci, fu campionessa nazionale anche nel golf, nel 1929 e 1933.
Abbandonato lo sport, si dedicò alla pittura, esponendo le sue opere alla Biennale d'arte di Venezia.
Morì nel 1988, a 85 anni, in Svizzera.